# كولومبيا الكبرى
كولومبيا الكبرى أو كولومبيا العظمى (بالاسبانية La Gran Colombia) عُرفت رسميا بجمهورية كولومبيا. قامت مساحتها على معظم شمال القارة الأمريكية الجنوبية وأجزاءً من أمريكا الوسطى. وقد عاشت لفترة قصيرة وضمَّت ما يسمى في الوقت الحاضر: كولومبيا وفنزويلا وإكوادور وبنما وغيانا، وأجزاء من شمال بيرو، والشمال الغربي البرازيلي،  وقد قامت تقريباً على أراضي التاج الإسباني. وصفها بالكبرى يُستعمل تاريخيَّا للتفرقة والتمييز بينها وبين كولومبيا المعاصرة، والتي تحمل ذات الاسم.
في وقت نشأتها، كانت دولة كولومبيا تعتبر من الدول المتقدمة على سائر دول القارة الجنوبية، إذ تمتعت بازدهار ثقافي وسمعة مرموقة عالية المستوى، حتى أن جون كوينزي آدامز وزير خارجية الولايات المتحدة الأمريكية وقتها - ورئيسها المستقبلي - عدَّها من أقوى الأمم في هذا العالم. بل وأضاف: "الرونق التي حظت به المكانة والقامة الرفيعة لشخصية سيمون بوليفار، نتج عنه حراك متأثر ينادي بالاستقلالية في كوبا وجمهورية الدومينيكان وبورتو ريكو راغبين في تكوين ارتباط دولي مع الجمهورية الكولومبية.
جاء الوجود الكولومبي الموحَّد بردود فعل مستهجنة في أوساط الأوروبيين المناهضين للحراك الاستقلالي في الأمريكيتين، فلم تنل الجمهورية الكولومبية ذلك الاعتراف الدولي بشرعيتها، فدول كالنمسا وفرنسا وروسيا لم تعترف بوجود كيان استقلالي في الأمريكيتين إلا بمشروطية قبول هذه الدول تكوين أنظمة ملكية تتكون من سلالات أوروبية، كما أن القوى الدولية لم تقبل بالأصل امتداد الحدود الكولومبية وأطماعها التوسعية التي قد تثير الدول الخاضعة تحت الاستعمار الأوروبي ضد المُستَعمر الأوروبي.
الاسم كولومبيا كان نسبة إلى كريستوفر كولومبوس (Cristóbal Colón في الأسبانية، Cristoforo Colombo في الإيطالية) وهو من بنات أفكار الثوري فرنسيسكو ميراندا كإشارة إلى العالم الجديد وخاصة إلى كل المناطق والمستعمرات الأمريكية تحت الحكم الأسباني والبرتغالي.
محررو أمريكا الجنوبية وعلى رأسهم سيمون بوليفار وغيره من الثوريين في جمهورية فنزويلا الأولى استعملوا تعبير «كولومبيا الكبرى» ليشيروا إلى كل أمريكا اللاتينية حتى أعلنوا جمهورية بذلك الاسم عام 1819م في مؤتمر أنجوستورا، وكانت الفكرة في ذلك المؤتمر أن الجمهورية الاتحادية (الفدرالية) ستتألف من 3 أقسام، عواصمهم هي: بوجوتا (قسم كونديناماركا) وكراكاس (قسم فنزويلا) وكيتو (قسم كيتو) في ذلك العام لم تكن كل أقسام المندوبية قد تحررت بعد، وفي مؤتمر كوكوتا عام 1821م تمت صياغة دستور الجمهورية الجديدة واتخذت بوجوتا عاصمةً لها.
انتُخِبَ سيمون بوليفار رئيساً للجمهورية وفرانسيسكو دي باولا سانتاندير نائباً للرئيس. نصَّ الدستور الكولومبي على أن تكون الجمهورية دولة موحدة مركزية، تلا نشأة الدستور صراع داخلي بين من نادى بالحكومة المركزية وكان وراءهم الاتحاديون في الحكومة الحديثة الذين اقترحوا قدراً كبيراً من المركزية لكي تصبح الدولة أكثر قدرة على دخول الحرب من أجل الاستقلال ورئاسة مستدامة متينة، وبين المنادين بالفدرالية اللامركزية، وفي نفس الوقت ظهرت فرقة ثالثة نادت بتطبيق الدستور كوكوتا، إما عن طريق تقسيم الجمهورية إلى جمهوريات صغرى أو التمسك بالمركزية الاتحادية لحكومة أقوى. الفرقة التي نادت بحكم الدستور تكتلت تحت ثوب نائب الرئيس فرانسيسكو سانتاندير، أما الفرقة التي نادت بتكوين رئاسة متينة انطوت في يد سيمون بوليفار. وكان الاثنان صديقين وحليفين في الحروب ضد الحكم الإسباني ولكن من شروع 1825م أصبح خلافاتهما علنية وأدت إلى الاختلال وعدم الاستقرار السياسي منذ ذلك العالم فصاعدا.
في سنين الجمهورية الأولى، ساعدت كولومبيا الكبرى المقاطعات الأخرى في حروبها ضد إسبانيا لنيل استقلالها، وانضمت بنما للاتحاد في عام 1821م وكذلك مقاطعات كيتو وفنزويلا، دعمت كولومبيا الكبرى استقلال البيرو في 1824م وفي عام 1826م أعيد انتخاب بوليفار وسانتاندير. وما أن وضعت الحرب مع إسبانيا أوزارها حتى عادت الخلافات لتدب بين الاتحاديين والفيدراليين في الكونغرس الكولومبي من جديد، فكانت الدعوات المستمرة إلى تغييرات في الأقسام السياسية (وما تتضمنه من خلافات اقتصادية وتجارية) خلال فترة حياة كولومبيا الكبرى، أدت إلى تغييرات ومساومات، تلك التغييرات لم تكن لترضي الفرقاء بالكامل وبالتالي لم توطد من دعائم الدولة، كما أظهرت عدم استقرار هيكل الدولة.
حلم بوليفار بتوحيد أمريكا الجنوبية ولكنه لم يستطع تحقيق ذلك خلال الصراع من أجل الاستقلال، وكانت جمهورية كولومبيا الكبرى محاولته الأولى لخلق دولة أمريكية جنوبية واحدة، إلا أن الكثير من السياسيين في أمريكا الجنوبية وغيرها عارضوا فكرته، مما أثار غضب ويأس بوليفار ليستقيل من المشروع عام 1828 ومن الرئاسة عام 1830 وأخيراً تم حل الاتحاد في نفس العام، رغم مجهودات الجنرال رفائيل أوردانيتا في بوجوتا، بسبب الخلافات الداخلية بين المناطق المختلفة والتي استعرت بعد استقالة بوليفار.
وما أن انحل اتحاد كولومبيا الكبرى حتى قام قسم كونديناماركا (كما أعلن في أنجوستورا) كدولة جديدة، جمهورية جرانادا الجديدة. وفي عام 1863 غيرت جرانادا الجديدة اسمها ليصبح رسمياً «الولايات المتحدة الكولومبية». وفي 1886 اتخذت اسمها الحالي «جمهورية كولومبيا». بنما بقت كإقليم في هذه الدولة حتى 1903 عندما استقلت بمساعدة الولايات المتحدة الأمريكية.

## انظر أيضاً

كولومبيا
إكوادور
فنزويلا
بناما